# The Girl Next Door (2004)
The Girl Next Door (bra: Show de Vizinha; prt: A Miúda do Lado) é um filme estadunidense de comédia romântica sobre um estudante do ensino médio que se apaixona pela garota do lado, mas descobre que a situação está se complicando depois que ele descobre que ela é uma ex-atriz pornográfica. É estrelado por Emile Hirsch, Elisha Cuthbert, Timothy Olyphant, James Remar, Chris Marquette e Paul Dano e é dirigido por Luke Greenfield.

## Elenco
- Emile Hirsch como Matthew Kidman
- Elisha Cuthbert como Danielle
- Timothy Olyphant como Kelly
- James Remar como Hugo Posh
- Chris Marquette como Eli
- Paul Dano como Klitz
- Olivia Wilde como Kellie
- Sunny Leone como participação especial
- Amanda Swisten como April
- Sung-Hi Lee como Ferrari
- Timothy Bottoms como Mr. Kidman
- Donna Bullock como Mrs. Kidman
- Jacob Young como Hunter
- Luther Reigns como Mule

## Recepção

### Resposta crítica
The Girl Next Door recebeu críticas mistas. No Rotten Tomatoes, o filme tem uma classificação de aprovação de 56% com base em avaliações de 159 críticas, com uma pontuação média de 5,53/10. O consenso do site diz: "O filme toma emprestado pesadamente de Risky Business, embora Hirsch e Cuthbert sejam atrativos". No Metacritic, que atribui uma pontuação média ponderada de 100 às críticas dos principais críticos, o filme recebeu uma pontuação média de 47 com base em 32 críticas, indicando "críticas mistas ou médias". Roger Ebert o descreveu como um "negócio desagradável" e criticou os estúdios de cinema por divulgar o filme como uma comédia adolescente.

### Bilheteria
O filme arrecadou US$ 14.589.444 nos EUA, mais US$ 15.792.278 fora dos EUA, para um total combinado de US$ 30.381.722.

## Prêmios e indicações
| Prêmio                 | Categoria                                                                    | Assunto                        | Resulto  |
| ---------------------- | ---------------------------------------------------------------------------- | ------------------------------ | -------- |
| MTV Movie Awards       | Melhor Beijo                                                                 | Elisha Cuthbert e Emile Hirsch | Indicado |
| MTV Movie Awards       | Melhor Revelação Feminino                                                    | Elisha Cuthbert                | Indicado |
| Teen Choice Awards     | Filme que seus parentes não devem ver                                        | The Girl Next Door             | Indicado |
| Golden Satellite Award | Melhor DVD com conteúdos extras — principalmente pelos comentários de áudio. | The Girl Next Door             | Indicado |

## Trilha sonora
- Under Pressure por David Bowie e Queen
- Angeles por Elliott Smith
- The Killing Moon por Echo & The Bunnymen
- Jump into the Fire por Harry Nilsson
- Something in the Air por Thunderclap Newman
- The Field por Christopher Tyng
- Take a Picture por Filter
- Slayed por Overseer
- No Retreat por Dilated Peoples
- This Year's Love por David Gray
- If It Feels Good Do It por Sloan
- Electric Lady Land por Fantastic Plastic Machine
- Bendy karate por Phreak E.D.
- Dick Dagger's Theme por PornoSonic
- Suffering por Satchel
- Break Down the Walls por Youth of Today
- Dopes to Infintiy por Monster Magnet
- Spin Spin Sugar (Radio Edit) por Sneaker Pimps
- Big Muff por Pepe Deluxe
- Song for a Blue Guitar por Red House Painters
- Twilight Zone por 2 Unlimited
- Get Naked por Methods of Mayhem
- MONDO '77 por Looper
- Think Twice por Ralph Myerz and The Jack Herren Band
- This Beat is Hot por B.G. The Prince of Rap
- Turn of the Century por Pete Yorn
- Stay in School porRichard Patrick
- Funk #49 por James Gang
- Lady Marmalade por Patti LaBelle
- Christmas Song por Mogwai
- Sweet Home Alabama por Lynyrd Skynyrd
- Arrival por Mark Kozelek
- What's Going On por Marvin Gaye
- Manish boy por Muddy Waters
- Purple Haze por Groove Armada
- Lapdance por N.E.R.D.
- Everytime I Think of You (I Get High) por Phreak E.D.
- Lucky Man por The Verve
- Sparrows Over Birmingham por Josh Rouse
- Atlantis por Donovan
- Baba O'Riley por The Who
- Maybe You're Gone por Binocular
- One Fine Day por Alastair Binks